# Saint-Parize-le-Châtel
Saint-Parize-le-Châtel là một xã của tỉnh Nièvre, thuộc vùng Bourgogne-Franche-Comté, miền trung nước Pháp.